# Lonchothrix emiliae
Lonchothrix emiliae (пухнастохвостий голчастий деревний щур) — вид гризунів родини щетинцевих, що поширений в амазонській Бразилії, на південь від річки Амазонки — єдиний вид у роді. Проживає у лісовій місцевості.

## Етимологія
Вид названий в честь доктора Марії Елізабет Емілії Снетлаге (нім. Maria Elizabeth Emilia Snethlage,1868—1929), німецького орнітолога, доктора натуральної філософії, і асистента зоології в Берлінському музеї області орнітології. Вона збирала зразки в лісах Амазонки з 1905 до своєї смерті. Найвідоміша праця Catalogo das Aves Amazonicas, 1914 р.

## Морфологія
Морфометрія. Зразок із Ріо-де-Жанейро має такі параметри — повна довжина тіла: 380, довжина хвоста: 200, довжина задньої лапи: 35, довжина вуха: 15 мм, вага: 237 грам.
Опис. Це густо вкритий голками середніх розмірів голчастий щур, який є близьким родичем роду Mesomys. Спинне забарвлення являє собою суміш помаранчево-коричневими волосся і товстих голок, які є світло-коричневі з білим кінцем. Боки злегка колючі. Центральна частина черева покрита жорстким, кремового кольору волоссям. Кінцева частина хвоста має сильні ознаки китиці.

## Загрози та охорона
Головною загрозою є зникнення лісових площ. У межах ареалу є кілька захищених територій, хоча про наявність виду в них не повідомлялося.